# Historieta en Canadá

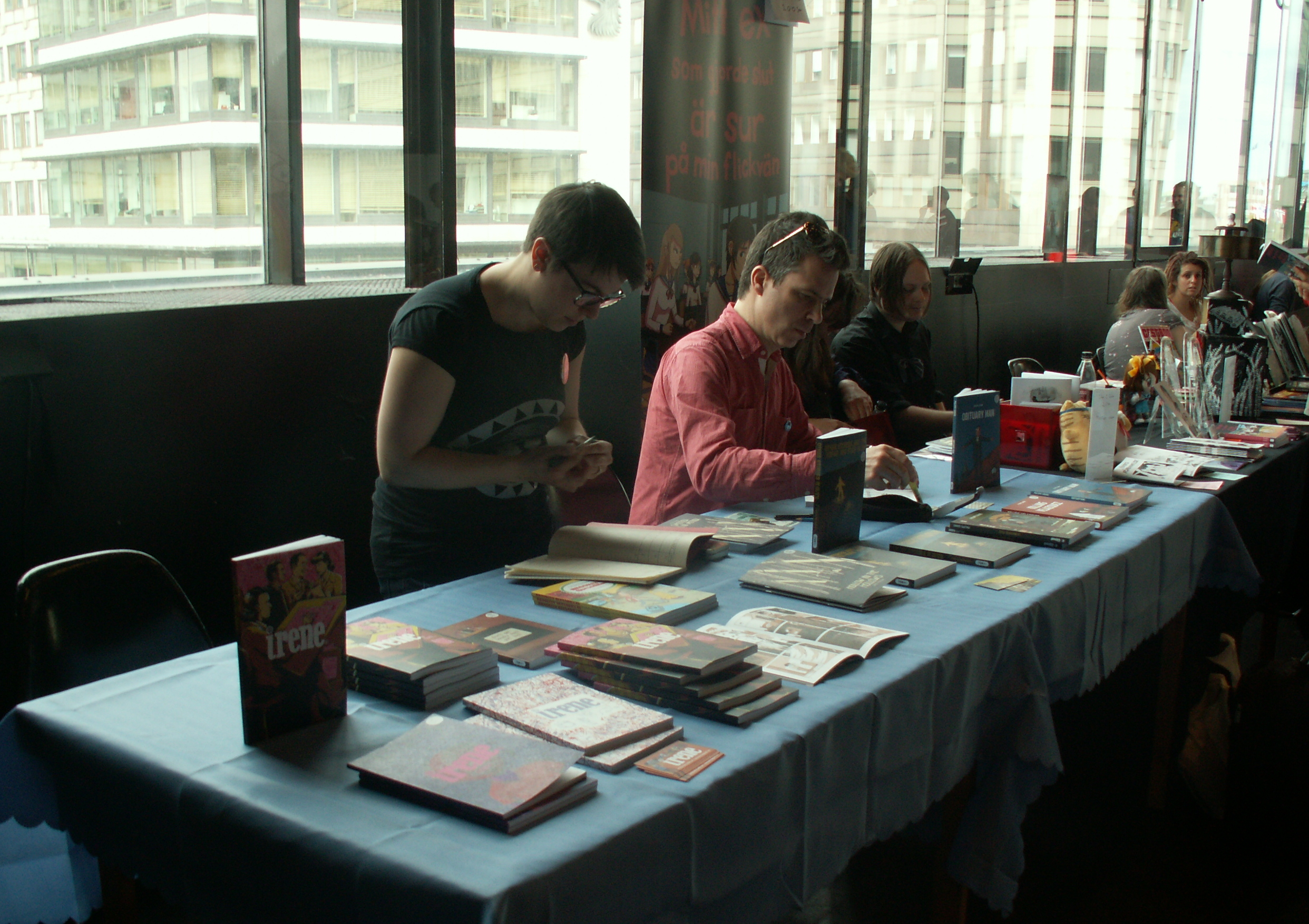
Mesa de historietistas canadienses (entre ellos Philippe Girard) en el festival de cómics SIS 2014

La historieta o cómic canadiense ha vivido siempre a la sombra de la de su poderoso vecino, pero ha contado siempre con una tradición propia de humor gráfico y con breves períodos de auge en otros sectores: El del comic book en la primera mitad de los años 40 o el de la novela gráfica actualmente. 

## Historia

### Orígenes (1849-)
El modelo de la revista británica Punch (1841) fue imitado también en Canadá, dando lugar Punch in Canada (01/01/1941). Entre los pioneros de este nuevo medio destaca Alberic Bourgeois, creador de Les Aventures de Toinon (1905-1908), entre otras series.

### El breve auge del comic-book canadiense (1941-45)
El 6 de diciembre de 1940, la War Exchange Conservation Act declaró ilegal la importación de comic-book estadounidenses con el fin de ahorrar las valiosas divisas, permitiendo así el florecimiento de la producción autóctona. Destacaron las siguientes empresas:
- Hillborough Studios: Triumph Adventure Comics (20/06/1941);
- Bell Publishing: Wow Comics (07/1941), Active Comics y Dime Comics (02/1942), Joke Comics (03/1942), Commando Comics y Funny Comics" (10/1942);
- Anglo-American: Robin Hood and Company Comics (1942) y Gran Slam, todas a color;
- Maple Leaf Publishing Compay: Better Comics (1943), Lucky Comics, Bing-Bang Comics y Rocket Comics.[2]

### El cómic alternativo (1977-)
A finales de 1970 se intentó revivir el género de los superhéroes con la creación de Capitán Canuck , pero el cómic de más éxito de estos años ha sido Cerebus the Aardvark de Dave Sim (1977-2004).

### La novela gráfica (1991-)
En 1991, se funda la editorial Drawn and Quarterly, donde publicarán autores como Chester Brown o Seth. 
Darwyn Cooke, Dave Cooper, Bryan Lee O'Malley (Scott Pilgrim, 2004) o Jay Stephens (The Land of Nod, 1996) se dirigirán a empresas estadounidenses. 
En el ámbito francófono, destacan Guy Delisle o Yves Rodier.